# Pietro Faitini
Pietro Faitini (Rezzato, 28 aprile 1833 – Brescia, 13 gennaio 1902) è stato uno scultore italiano.

## Biografia
Nato da Giovanni Faitini e Teresa Aleardi, ebbe modo di apprendere l'arte di lavorare la pietra presso la bottega del padre; infatti la famiglia del Faitini gestiva tale attività a Rezzato almeno dal XVIII secolo. Completò la propria formazione nel paese natale frequentando la scuola di disegno e di scultura fondata da Rodolfo Vantini – denominata Istituto Vantini – al fine d'apprendere la tecnica di lavorazione del marmo e della pietra.

Nella sua produzione scultorea trasse ispirazione perlopiù da esempi di architettura rinascimentale, quali la chiesa di Santa Maria dei Miracoli, il palazzo della Loggia ed il mausoleo Martinengo.

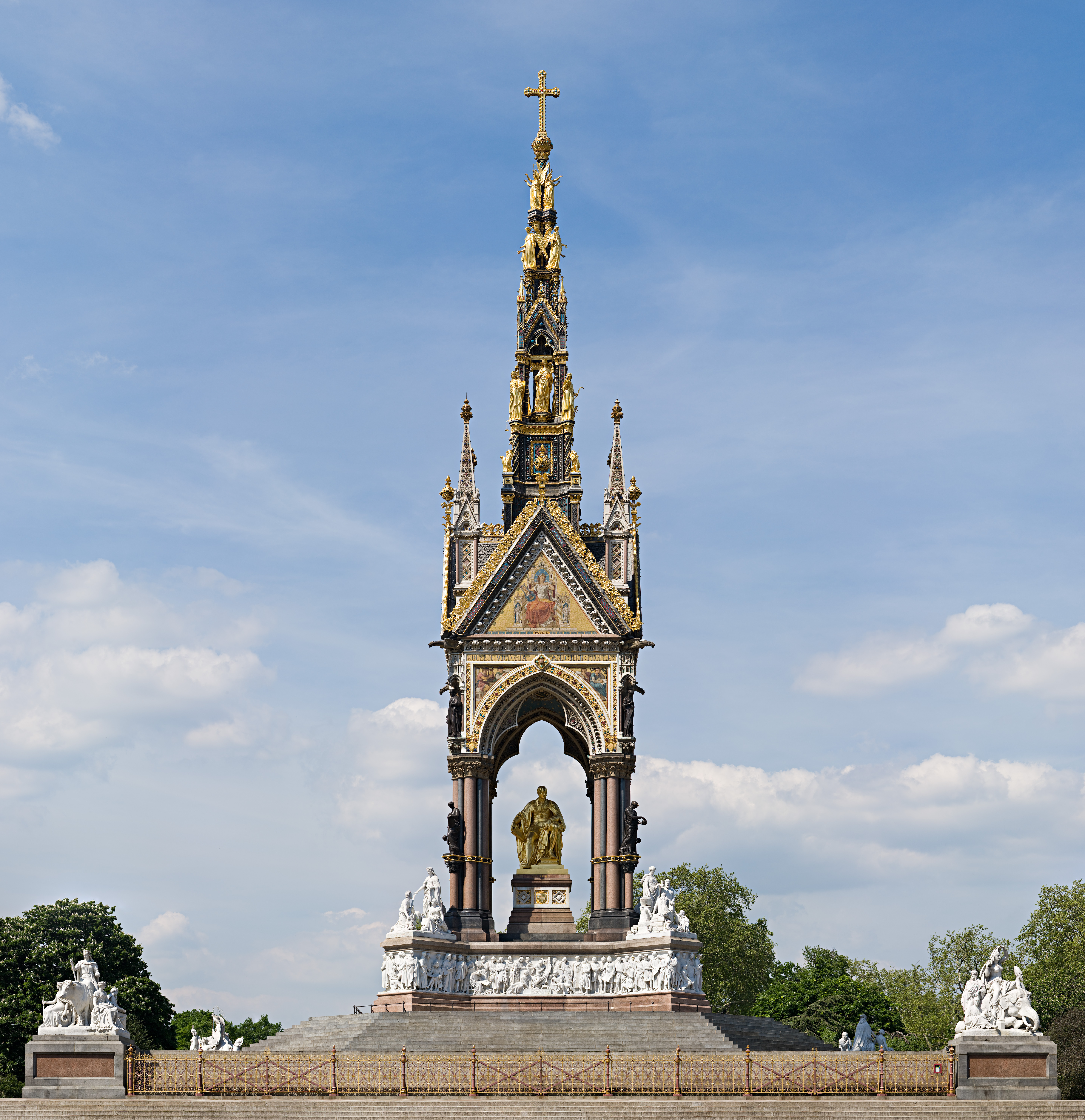
Il monumento eretto per il principe Alberto in stile neogotico

Divenuto abile nel trattare il marmo e specializzatosi in arredi artistici in pietra, a partire dal 1868 fino al 1877 soggiornò a Londra collaborando alla realizzazione dell'Albert Memorial su commissione della regina Vittoria, in onore del defunto consorte Alberto di Sassonia-Coburgo-Gotha. Nel contesto londinese Faitini si fece conoscere e apprezzare da nobili ed antiquari, ottenendo commissioni per la creazione di elementi decorativi presso giardini e ville, principalmente in stile rinascimentale e gotico.
Una volta rientrato a Brescia nel 1877 e forte dell'esperienze oltremanica, fondò un atelier in corso Magenta a Brescia che raccogliesse l'eredità di quello paterno. La bottega divenne luogo di ritrovo per giovani architetti e scultori bresciani tra i quali figuravano Angelo Zanelli, Luigi Arcioni ed Antonio Tagliaferri. L'attività di Faitini e della sua bottega fu dunque principalmente incentrata sulla produzione di opere "all'antica" quali camini ed elementi decorativi, talora anche con fittizie date quattrocentesche o cinquecentesche. Nelle corrispondenze letterarie intrattenute con Giuseppe Zanardelli si firmava: "Pietro Faitini scultore imitatore dell'antico".